# Жінка-птах (панно)

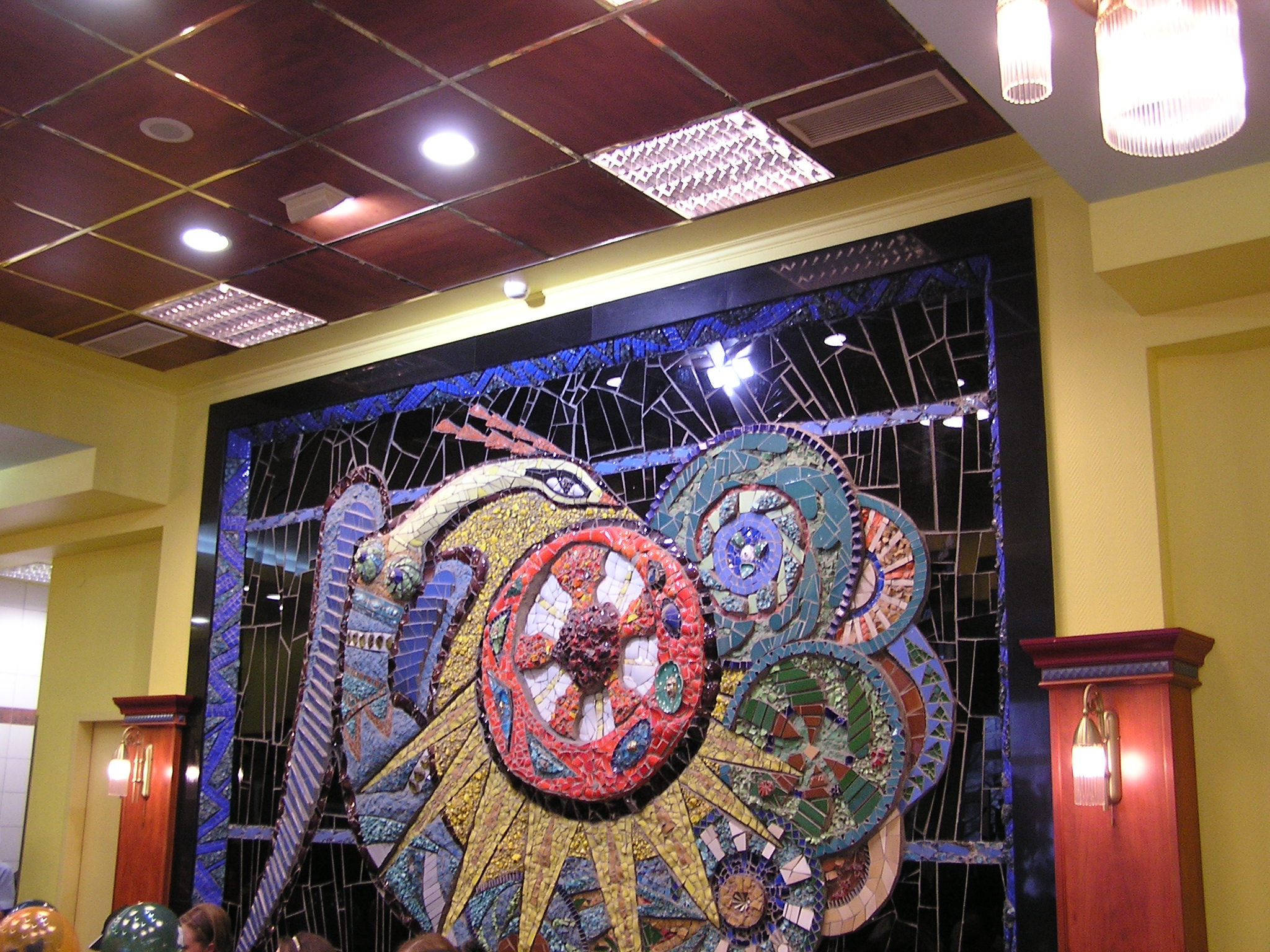
«Жінка-птах»

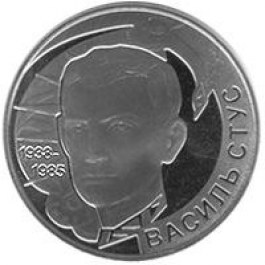
Реверс ювілейної монети «Василь Стус»

«Жінка-птах» —  мозаїчне панно видатної української художниці  Алли Олександрівни Горської в Донецьку. Також в роботі над створенням панно брали участь Григорій Синиця та Віктор Зарецький. Вага — більше 7,5 тонн. Інша назва — «Берегиня».
Панно було виконано у 1966 році в ювелірному магазині «Рубін», але 2002 року, при переплануванні будинку під ресторан McDonald's будівельники збиралися його прибрати. На захист роботи Алли Горської встали Донецька обласна організація Всеукраїнського товариства «Просвіта» та Донецька обласна організація Союзу Українок України. До цього в 2000 році, при будівництві донецького магазину «Марина» була зруйнована інша робота Алли Горської — «Українка». Завдяки публікаціям в ЗМІ панно «Жінка-птах» вдалося відстояти і воно було залишено і включено до інтер'єру ресторану McDonald's.
В цей же час була проведена реставрація. Панно перенесли з перекриття на несучу стіну. Тло мозаїки було облицьоване південноафриканським чорним мармуром. Робота була обрамлена  червоним деревом. Також було споруджено освітлюваний подіум.
У 2008 році Національний банк України випустив ювілейну монету номіналом 2 гривні, присвячену  Василю Семеновичу Стусу. На реверсі цієї монети портрет Стуса розташований на тлі стилізованої мозаїки «Жінка-птах».

## Інтернет-ресурси
- «Жінка-птах» отримала нові крила!
- Жива вода для мертвого «Дерева життя»[недоступне посилання з квітня 2019]
- Год духовности — под символами бездуховности [Архівовано 25 вересня 2008 у Wayback Machine.]
- Дзеркало тижня. Олесь Зарецький. Донецьк. 1966 рік
- Про Віктора Зарецького
- МОЗАЇЧНЕ ПАННО «ЖІНКА-ПТАХ» («БЕРЕГИНЯ») [Архівовано 10 червня 2013 у Wayback Machine.]